# Tessi tessi/Coriandoli
Tessi tessi/Coriandoli è il 23º singolo discografico di Mina, pubblicato su vinile a 45 giri nel maggio 1960 dalla casa discografica Italdisc.

## Storia
A inizio carriera Mina fa parte di un novero di giovani cantanti soprannominati gli "urlatori", come Adriano Celentano, Tony Dallara, Betty Curtis, Jenny Luna e successivamente anche Gianni Morandi e Rita Pavone, tutti destinati a diventare famosi nel panorama della musica leggera italiana.
Il gruppo, desideroso di rompere con la tradizione melodica precedente a favore di un nuovo stile musicale, il rock and roll già affermato e popolare negli Stati Uniti d'America, sarà artefice tra il 1959 e il 1960 della transizione verso un profondo cambiamento sia nelle modalità di fruizione della musica, sia nelle regole del mercato discografico in Italia.
Attraverso la produzione di cover di canzoni straniere, ascoltate prevalentemente nei jukebox, si passerà alla progressiva affermazione di nuove musicalità nostrane, dal beat fino alla canzone d'autore, e all'esplosione delle vendite massive dei supporti in vinile sul mercato italiano e straniero.
Dopo il periodo iniziale da urlatrice di cover e fenomeno da jukebox, Mina inizia a proporsi come interprete di canzoni melodiche originali sempre più impegnate, così come di pezzi alla moda, tecnicamente e stilisticamente molto curati, che sempre più spesso riscuoteranno successo di pubblico e di critica, consolidandone la fama.
È compreso tra i numerosi singoli incisi dal Mina nel 1960, mentre sono addirittura 17 quelli pubblicati durante il precedente anno d'esordio. Discograficamente inoltre due 45 giri erano usciti già a dicembre 1958, il primo a nome Mina e il secondo come Baby Gate. Pseudonimo mantenuto per tutti i dischi cantati in lingua inglese dall'artista fino alla fine del 1959, quando verrà abbandonato visto il successo del personaggio col vero nome. A causa delle incredibili vendite e richieste di alcuni singoli, la Italdisc arriverà a doverne stampare fino a due o tre nuovi al mese.
Ne esiste una versione promozionale per jukebox con identico numero di catalogo.
Ha un'unica copertina ufficiale con i titoli dei brani invertiti. La busta mostrata in infobox è una mera custodia sempre uguale, comune a svariati titoli pubblicati della cantante, atta a contenere il supporto in vinile e utilizzata in caso di indisponibilità della copertina ufficiale o della sua alternativa per la ristampa.
Un'antologia completa di tutti i singoli ufficiali rimasterizzati, presentati in ordine cronologico dagli inizi fino al 1964, si può trovare nei 6 CD delle due raccolte Ritratto: I singoli Vol. 1 (che contiene anche questi due brani) e Ritratto: I singoli Vol. 2 pubblicate dalla casa discografica Carosello nel 2010.
Entrambi i brani sono arrangiati dal maestro Tony De Vita che accompagna Mina con la sua orchestra.
Il brano Tessi tessi non venne compare su LP nel 1983 Hula-Hoop, Twist, Cha Cha Cha, Bossa Nova, Rock'n'Roll con Mina (Lineatre – NL 33355), nei CD nel 1993 in Una voce un cuore (Selezione dal Reader's Digest – RDCD 159), ...Di baci (Raro! Records – 74321-15899-2) e Mi guardano (Replay Music – RMCD 4073), nel 2010 su CD Ritratto: I singoli Vol. I (Carosello 50 Anni – 8034125840403) e nel 2011 in I grandi successi in 3 CD (A&R Productions – NSTIC 202).
Coriandoli venne composto da Roberto Livraghi (anche autore della musica di uno dei brani più noti degli anni sessanta, Quando m'innamoro affidata ad Anna Identici al Festival di Sanremo 1968) con testo di Leo Chiosso (sue, per Mina, le celebri Una zebra a pois del 1960 e Parole parole del 1972), è stato registrato con l'orchestra di Tony De Vita per essere inserito, con Nessuno, Pesci rossi e No, non ha fine, nella colonna sonora del film del 1960 Madri pericolose.
Oltre che nel film, Mina userà il brano nei "Caroselli" televisivi per sponsorizzare il marchio "Pasta Combattenti" di Cremona. Cronologicamente la seconda pubblicità dopo quella dei frigoriferi Atlantic e prima del lungo sodalizio dell'artista con la Barilla.
La canzone fa parte di due EP ufficiali: Coriandoli/Pesci rossi/Briciole di baci/Serafino campanaro e Una zebra a pois/Tutto/Sentimentale/Coriandoli, oltre che dell'album Il cielo in una stanza, tutti pubblicati nel 1960. È presente anche nella raccolta Tua... Mina del 1987, oltre che in quella già citata.
Mina ha inciso la versione in francese di Coriandoli, titolo [Les] Confettis e testo di Fernand Bonifay, inclusa nell'EP del 1963 Folle Girouette/Confettis/Ho paura/Confidenziale (Festival Records IT 45 1013 S) e nella raccolta Notre étoile del 1999 (discografia straniera). Sul mercato italiano è comparsa nell'antologia Internazionale, pubblicata nel 1998.

## Cover
- 1961 - Gabi Novak, singolo con il titolo Koriandoli, testo di PGP RTB (PGP RTB – EP 50151), pubblicato in Iugoslavia; nell'album del 2021 Diskobiografija Vol. 2 (Croatia Records – 6CD 6097104), pubblicato in Croazia.
- 1961 - Marino Marini e il suo Quartetto, singolo (Durium – Ld A 6951).
- 1961 - Marisa Rampin, EP (Durium – ep A 3236); compilation Honeymoon Cha Cha Cha (Durium – msA 77038).
- 1961 - Totò Ruta e il suo complesso, singolo (Music-Hall – 511 / 1120).

## Tracce
Lato A
1. Tessi tessi – 2:12 (testo: Franco Migliacci – musica: Bruno De Filippi; edizioni musicali Accordo)

Lato B
1. Coriandoli – 3:09 (testo: Leo Chiosso – musica: Roberto Livraghi, Walter Baracchi; edizioni musicali Tiber)